# Argyranthemum broussonetii
Argyranthemum broussonetii là một loài thực vật có hoa trong họ Cúc. Loài này được (Pers.) Humphries mô tả khoa học đầu tiên năm 1976.